# 狹體冰杜父魚
狹體冰杜父魚，為輻鰭魚綱鮋形目杜父魚亞目杜父魚科的其中一種，為溫帶海水魚，分布於西北太平洋海域，棲息深度48-200公尺，本魚體延長略扁，頭部大，頸背棘短且銳利，體側面具白色網狀紋，胸鰭圓形，腹鰭細長，不達到第一臀鰭鰭條，背鰭硬棘8-9枚;背鰭軟條18-19枚;臀鰭軟條14-15枚，體長可達12.4公分，棲息在沙泥底質底層水域，生活習性不明。

## 扩展阅读
維基物種上的相關：狹體冰杜父魚